# Buellia lobata
Buellia lobata är en lavart som beskrevs av Trinkaus & Elix 2001. Buellia lobata ingår i släktet Buellia och familjen Caliciaceae.   Inga underarter finns listade i Catalogue of Life.